# Blestemarea smochinului

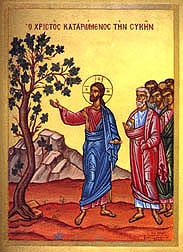
Icoană bizantină a blestemării smochinului de către Iisus

Blestemarea smochinului neroditor este una din minunile lui Iisus, consemnată în Evanghelia după Matei  și în cea după Marcu , dar nu și în cele după Luca sau Ioan. În textul lui Marcu este formată din două părți: în prima, chiar după Intrarea triumfală în Ierusalim și înainte de Alungarea negustorilor din templu, Iisus blesteamă un smochin pentru că acesta nu avea rod; în a doua parte, probabil a doua zi, copacul s-a uscat, fapt care l-a determinat pe Iisus să vorbească despre eficiența rugăciunii. Matei îl prezintă ca un singur eveniment.

## Textul
În Evanghelia după Matei, smochinul se usucă imediat, în timp ce în Evanghelia după Marcu, copacul este observat ca fiind uscat a doua zi. Mulți teologi cred că Evanghelia după Marcu a fost prima evanghelie și a fost folosită ca sursă de inspirație pentru Evanghelia după Matei. Diferențele cu privire la acest eveniment din cele două evanghelii sunt explicabile din punct de vedere al priorității marcane, Matei fiind cel care a revăzut relatarea lui Marcu.
Textul este următorul:
- în Evanghelia după Matei

| “ | Dimineața, a doua zi, pe când Iisus se întorcea în cetate, a flămânzit. Văzând un smochin lângă drum, s-a dus la el, dar n-a găsit nimic în el decât numai frunze. Atunci i-a spus lui: "Să nu mai faci fructe niciodată!" Și smochinul s-a uscat îndată. Văzând aceasta, ucenicii s-au minunat. "Cum de s-a uscat smochinul pe loc?" au întrebat ei. Iisus a răspuns: "Adevărat vă spun vouă: Dacă veți avea credință și nu vă veți îndoi, veți face nu numai ce s-a făcut cu smochinul, ci și muntelui acestuia de veți zice: Ridică-te și aruncă-te în mare, va fi așa. Dacă veți crede, veți primi orice veți cere prin rugăciune." - Matei 21:18–22 | ” |

- în Evanghelia după Marcu

| “ | A doua zi pe când ieșeau ei din Betania, Iisus era flămând. Și văzând de departe un smochin care avea frunze, a mers acolo pentru a vedea dacă acesta avea vreun fruct în el. Când a ajuns la el, n-a găsit nimic decât frunze, căci nu era sezonul smochinelor. Atunci i-a spus copacului: "Nimeni să nu mai mănânce rod din tine în veac". Și ucenicii lui l-au auzit spunând aceasta. - Marcu 11:12-14 | ” |

| “ | Dimineața, pe când treceau, ei au văzut smochinul uscat de la rădăcină. Petru și-a adus aminte și i-a zis lui Iisus: “Învățătorule, uite! Copacul pe care l-ai blestemat s-a uscat!” “Aveți credință în Dumnezeu”, a răspuns Iisus. “Adevărat vă spun vouă că dacă vreunul va spune acestui munte: Du-te și atuncă-te în mare! și nu se va îndoi în inima sa, ci va crede că aceasta se va întâmpla, așa va fi. De aceea vă spun vouă, orice veți cere în rugăciune, credeți că veți primi și va fi al vostru. Și când vă rugați, dacă aveți ceva în suflet împotriva oricui, iertați-l, pentru ca și Tatăl din ceruri să vă ierte greșelile voastre.” - Marcu 11:20-25 | ” |

## Interpretări
Exegeza creștină tradițională cu privire la aceste relatări include afirmarea divinității lui Iisus prin demonstrarea autorității sale asupra naturii. Reformații tradiționali cred că acest eveniment a fost un semn dat de Iisus despre sfârșitul legământului exclusiv dintre Dumnezeu și evrei (vezi și teologia înlocuirii). În această interpretare copacul este o metaforă a poporului evreu, care ar avea un aspect exterior plin de grandoare evlavioasă (frunzele), dar care nu a produs nimic pentru slava lui Dumnezeu (lipsa de fructe). Această interpretare este în strânsă legătură cu parabola smochinului neroditor.
Din moment ce atât Matei, cât și Marcu, nu explică motivul pentru care Iisus se aștepta să găsească fructe în smochin după ce s-a precizat în mod explicit că nu era sezonul smochinelor, The Secular Web, situl fundației educaționale Internet Infidels, prezintă această povestire ca o dovadă a contradicțiilor existente în evanghelii. Charles Bradlaugh sugerează că blestemarea unui copac viu este contrară caracterului presupusului creator bun.
F. F. Bruce afirmă că smochinii fac "taqsh" înainte de începerea sezonului, dacă aceștia urmează să aibă fructe în sezonul respectiv. Din moment ce acest smochin nu a făcut "taqsh", a fost un semn că nu va produce nici un fruct în acel an. Craig Keener a folosit aceste pasaje ca un motiv pentru o datare timpurie a Evangheliei lui Matei, spunând că doar cineva cu o bună cunoaștere a Muntelui Măslinilor ar fi știut că smochinilor le cresc frunze în jurul datei Paștilor.

## Imagini

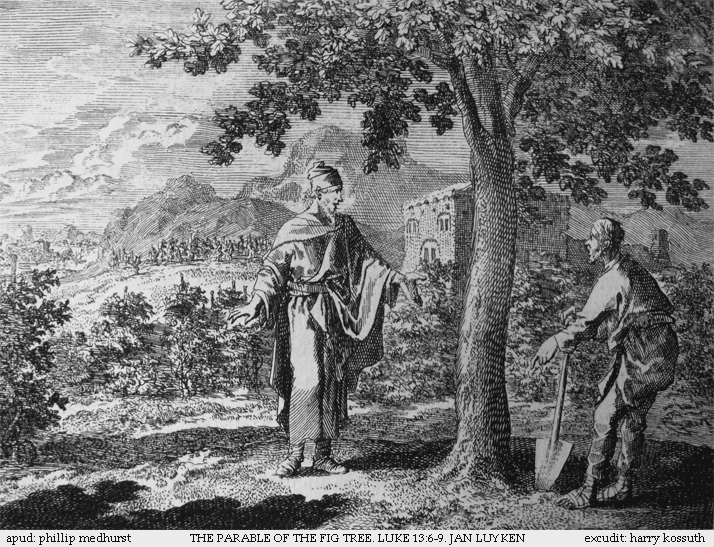
Parabola smochinului neroditor
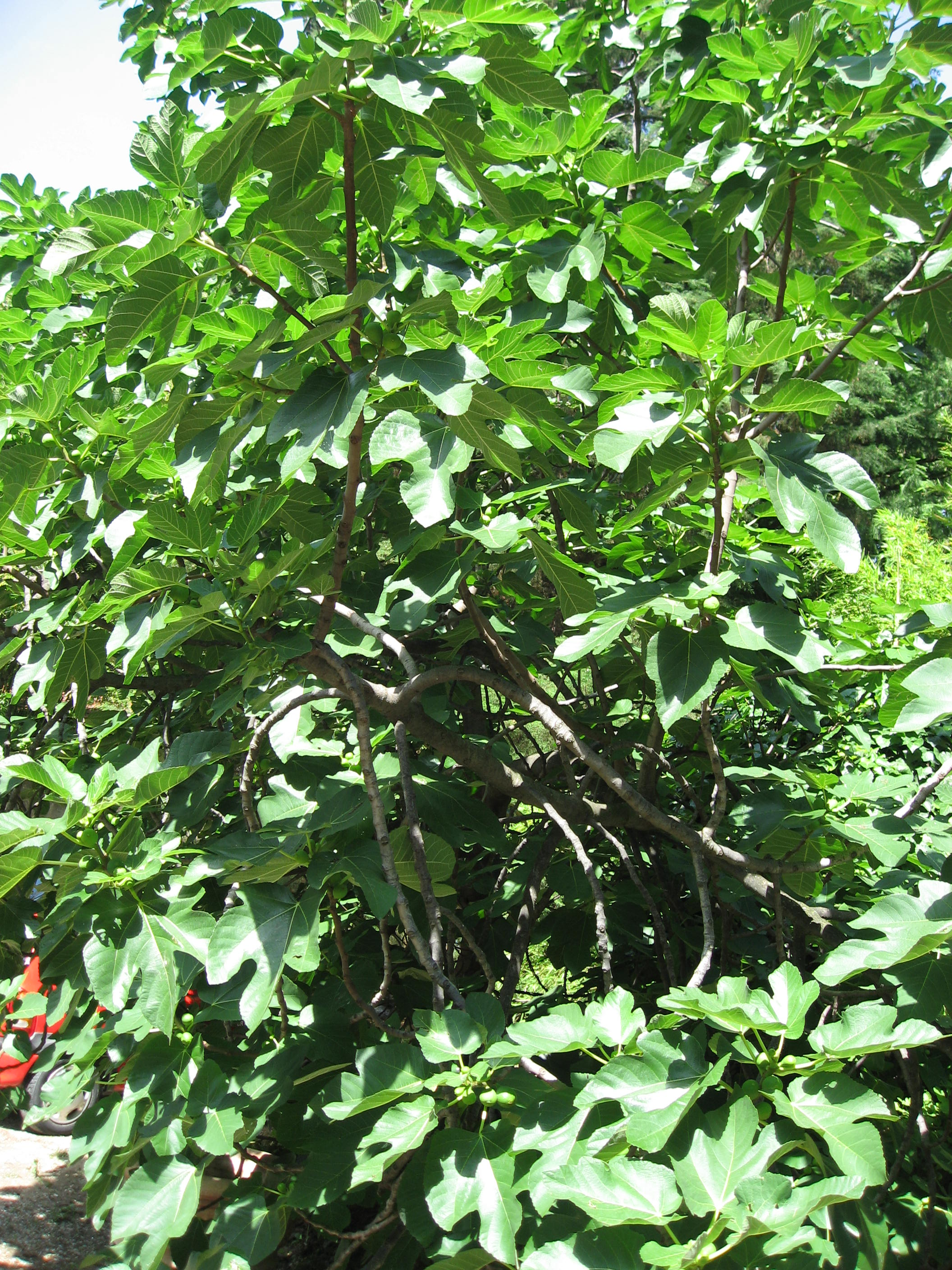
Parabola smochinului care frăgezește
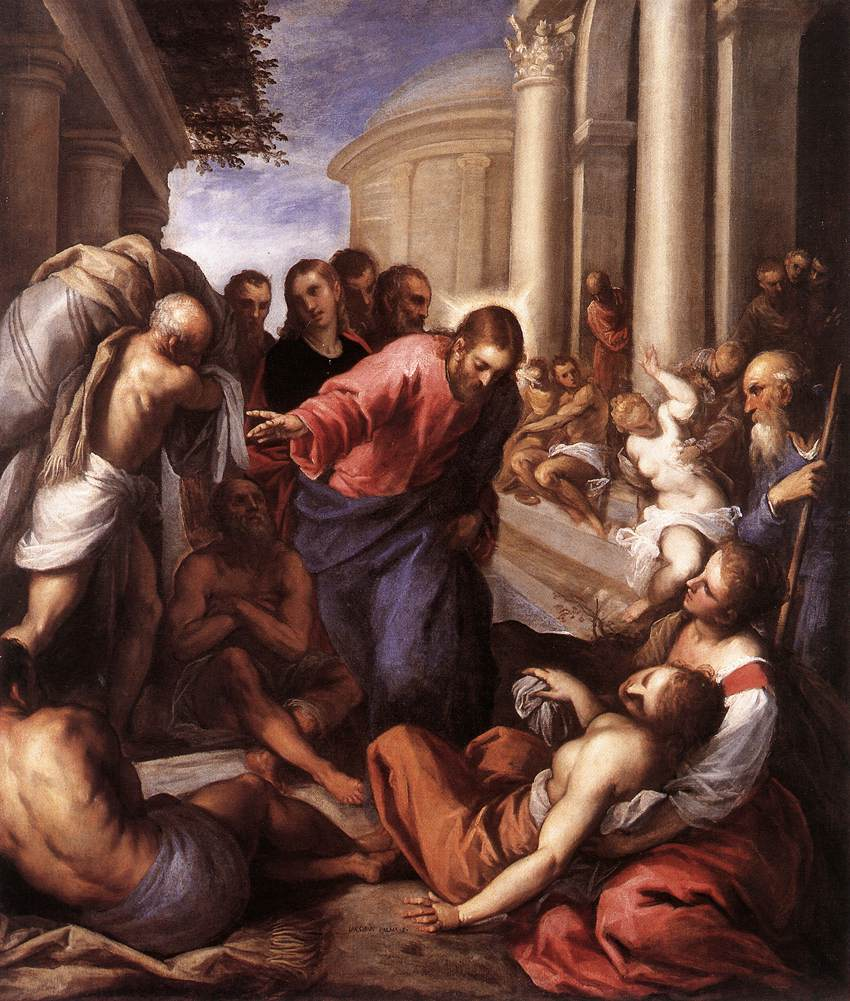
Minunile lui Iisus
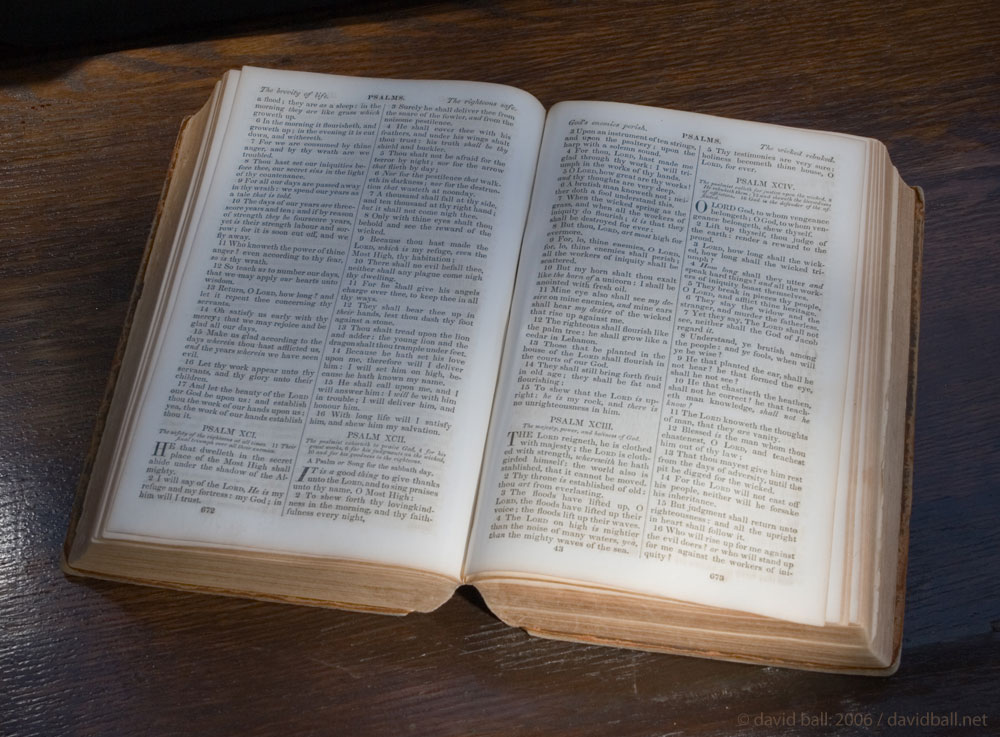
Smochini în Biblie